# SILENT EYE
『SILENT EYE』（サイレント・アイ）は、赤石路代による日本の漫画作品。
『プチコミック』（小学館）にて、1997年5月号から2001年7月号まで不定期に全20話が連載された。また、番外編「デザート・ストーム」が同誌2001年8月号に掲載された。単行本は全6巻、番外編が全1巻、文庫版全3巻。
第13話に『「あると」の「あ」』の盲目のバイオリニスト・三枝勝が登場する。

## あらすじ
トップモデルとして活躍する槇村愛梨は、報道カメラマンを目指す恋人・大樹の影響を受け、自らもカメラマンの道へ進むことを決意する。
ところが、チェチェンの独立運動の取材に行った大樹は、そこで誘拐事件に巻き込まれ消息を絶ってしまう。現場に残されていたのは、おびただしい血の跡と、大樹が愛用していたニコンF5だけだった。
愛梨は大樹の兄からカメラを譲り受け、あることに気が付く。そのカメラで写真を撮ると、フィルムの17枚目に事件の真実が写り込むということに。これは、志半ばでカメラを手放し、撮りたいものを撮れなかった大樹の念なのだと確信した愛梨は、様々な事件の真相を追い求める。

## 登場人物
槇村 愛梨（まきむら あいり）
18歳。トップモデル。父親は銀行の頭取、母親は下町のクラブのホステスで愛人だった。現在は父の豪邸で父と犬2匹（アフガン・ハウンドのアレックスとチャウチャウのチャウ）と暮らしているが、幼い頃は寂れた下町で育ったため、ホームレスなどにも人脈がある。尊敬する人は峰不二子。父親はチャーミングで憎めない人柄。
恋人の大樹が戦地へ行くことが決まったのをきっかけに、あっさりモデルを引退し、カメラマンの道へ進む。大樹が行方不明になった後も想い続けるが、傍にいて守ってくれる首藤に惹かれる気持ちを抑えられない。
九島 大樹（くしま だいき）
師匠のアシスタントとして来ていた仕事場で、愛梨が只のお嬢様でないことを見抜き、愛梨に気に入られ、恋に落ちる。
報道カメラマンになるのが夢を叶えるために、チェチェンへ赴くが、間もなく誘拐事件に巻き込まれ、現場には血の跡が残されているだけで遺体は見つからなかった。
九島 大河（くしま たいが）
大樹の兄。週刊誌の記者。
首藤 隆司（すどう りゅうじ）
Y市議会の最年少議員。父親は文部大臣を務める民自党衆議院議員で、兄も衆院議員。弟もいる。市議会の中では自身も最大会派である民自党に属する。愛梨を気に入り、プロポーズする。
日高 雅人（ひだか まさと）
愛梨が写真の現像を頼むフォトショップの店員。初心者の愛梨に色々アドバイスをしてくれる。休日には自らも撮影を楽しむホリデイカメラマンだが、ある件がきっかけとなり、人物の写真を撮らなくなった。愛梨からは“お兄さん”と呼ばれ、なかなか名前を覚えてもらえない。
豪徳寺 一平（ごうとくじ いっぺい）
警察無線の追っかけをしながらスクープを狙うカメラマン。
エイミィ
チェルギス共和国の女性。父親が日本人で、日本語が分かる。記憶を亡くした大樹を亡き父と同じ“ユウジ”と名付け、身の回りの世話をする。

## 初出
- retiement -引退-（1997年プチコミック5月号）
- portrait -肖像-（1997年プチコミック8月号）
- criminal -犯人-（1997年プチコミック11月号）
- kidnapping -誘拐-（1998年プチコミック2月号）
- accident -事故-（1998年プチコミック4月号）
- pearl -真珠-（1998年プチコミック6月号）
- master -主人-（1998年プチコミック8月号）
- statesman -政治家-（1999年プチコミック4月号）
- scenery -風景-（1999年プチコミック6月号）
- prince -王子-（1999年プチコミック7月号）
- fortune teller -占い師-（1999年プチコミック8月号）
- lion -ライオン-（2000年プチコミック1月号）
- nasty smell -異臭-（2000年プチコミック2月号）
- spider -蜘蛛-（2000年プチコミック4月号）
- hit and run -轢き逃げ-（2000年プチコミック6月号）
- survivor -生還者-（2000年プチコミック9、10月号）
- revenge -復讐-（2000年プチコミック12月号、2001年プチコミック1月号）
- nude -裸体-（2001年プチコミック3月号）
- bad name -汚名-（2001年プチコミック4月号）
- eyes -眼-（2001年プチコミック6、7月号）
- デザートストーム（スピンオフ、2001年プチコミック8月号）

## 書誌情報
赤石路代 『SILENT EYE』 《小学館・フラワーコミックス》 全6巻+番外編1巻
1. 1997年12月15日発売、ISBN 4-09-137451-4
2. 1998年8月22日発売、ISBN 4-09-137452-2
3. 1999年9月25日発売、ISBN 4-09-137453-0
4. 2000年6月26日発売、ISBN 4-09-137454-9
5. 2001年2月24日発売、ISBN 4-09-137455-7
6. 2001年8月23日発売、ISBN 4-09-137456-5
7. 『デザート・ストーム』 2001年11月26日発売、ISBN 4-09-137457-3
  - 「永遠かもしれない」の番外編、「野薔薇の庭」「いつか黄昏に出会う」を収録

赤石路代 『SILENT EYE』 《小学館・小学館文庫》 全3巻
1. 2004年4月15日発売、ISBN 4-09-191571-X、巻末エッセイ：須藤靖貴
2. 2004年5月15日発売、ISBN 4-09-191572-8、巻末エッセイ：黒田勇樹
3. 2004年5月15日発売、ISBN 4-09-191573-6、「デザート・ストーム」収録、巻末エッセイ：織作峰子